# Belles bêtes
Belles bêtes è il dodicesimo album in studio del gruppo musicale canadese Nadja, pubblicato nel 2009.

## Tracce
1. Sand Like Skin – 7:13
2. Beautiful Beast – 13:30
3. Green & Cold – 7:29
4. Wound Culture – 13:43

## Formazione

### Gruppo
- Aidan Baker – voce, batteria, chitarra, flauto
- Leah Buckareff – voce, basso